# Michael Böss
Michael Böss/Vagn Michael Bøss (født 14. september 1952) er en dansk historiker, samfundsforsker, forfatter og debattør. Han er dr.phil. og lektor emeritus ved Aarhus Universitet med forskningsspeciale i national identitetshistorie, nationalisme samt irsk og canadisk historie.

## Liv og karriere
Michael Böss er søn af Frede Bøss (tidl. sognepræst) og Ellen Margrethe Bøss (tidl. kordegnevikar). Efter et par år i Ordrup nord for København tilbragte han resten af sin barndom og teenageår i Gelsted på Fyn og i Esbjerg. Han blev student fra Esbjerg Statsskole i 1971 og læste derefter etnografi, engelsk og kristendomskundskab ved Aarhus Universitet.
Efter to studieophold i USA fungerede han et par år som undervisningsassistent på Engelsk Institut på Aarhus Universitet. Han blev cand.mag. i 1979 og arbejdede i 13 år i gymnasieskolen dels som lærer ved Lemvig Gymnasium (1980-1993) og dels som freelance ved Danmarks Radios P1 (1986-1998). Hans 25 programmer fra Irland integrerede han siden i bogen Den irske verden. Han var 1981-87 bestyrelsesmedlem i Gymnasieskolernes Religionslærerforening, heraf de sidste tre år som foreningens formand og medlem af Undervisningsministeriets bekendtgørelsesudvalg i 1984-85 og i 1987.
Efter at have arrangeret den nordiske kulturfestival Nordvesten i 1993 blev han ansat som lektor i britiske og amerikanske samfundsforhold ved Handelshøjskolen i Aarhus. Mellem 1998 og 2017 var han lektor ved Aarhus Universitet, hvor han etablerede og ledede Center for Irske Studier, indtil han i 2008 blev leder af Canadian Studies Center. Mellem 2007 og 2017 var han arrangør og faglig leder af Aarhus Universitets årlige MatchPoints Seminar, hvortil han knyttede internationale navne som fx Francis Fukuyama, Robert Putnam og Fareed Zakaria (en). Han gik på pension i 2017, men arbejder fortsat som forfatter, skribent, mediekommentator og foredragsholder.
Böss var med til at etablere både en nordisk og en europæisk forskerforening for Irske Studier og var en årrække formand for begge. Inden da var han 1994-1998 præsident for The Danish Association for American Studies. Han har grundlagt de internationale tidsskrifter Nordic Irish Studies og Irish Studies in Europe (i dag Review of Irish Studies in Europe) Arkiveret 9. april 2018 hos  Wayback Machine. Han har været gæsteforsker ved universiteter i Tyskland, USA, Canada og Australien.
Böss var censor ved universiteterne 1987-2015, redaktør ved forlaget Systime (1982-1984) og tilknyttet forlaget Spektrum (1990-1993) som konsulent, facilitator og redaktør. Han har været boganmelder og kommentator på Kristeligt Dagblad, Berlingske og Weekendavisen. Ud over sin akademiske karriere har Michael Böss været aktiv i det civile samfund som medlem og formand for en lang række råd og bestyrelser inden for kultur, skole, politik, folkeoplysning og kirkeliv.

## Forfatterskab og forskning
Michael Böss har et omfattende forfatterskab i form af bøger og artikler på både engelsk og dansk. Blandt hans danske bøger er Den irske verden (1997), Forsvar for nationen (2006), Republikken Danmark (2011), Det demente samfund (2014), Op omkring Island (2016), Nationalitet (2019), Det digitale massemenneske (2019), Liberalismens vildfarelser (2021), Nationale drømme - Historien om Canada (2022), Den keltiske ånd (2023) og Det arktiske hjemland - Fra Vinland til Nordvestpassagen (2024).
Han har desuden udgivet lærebøger, populærhistoriske værker og lyrik.
Som forsker er Böss alsidig. Han har skrevet bøger og artikler af både teoretisk, historiografisk og politologisk karakter. Han har dog fortrinsvis udgivet forskning, der belyser historiske, politiske og kulturelle emner i Irland, De Britiske Øer og Canada med fokus på identitetshistorie.

### Doktordisputats
Hans hovedværk som historiker er doktordisputatsen fra 2019 Det usandsynlige land – Nationsbygning og disintegration i Canada 1600-2015.
Der er tale om en identitetshistorie, der skrevet ud fra en sociologisk historisk metode, og det er den første canadiske identitetshistorie internationalt, herunder også Canada. I afhandlingen analyserer og beskriver Böss forholdet mellem statsbygning, nationsbygning og nationsdannelse i Canada og analyserer de faktorer, der har bidraget til udviklingen af nationale, politiske og konstitutionelle identiteter i befolkningen og den canadiske stat før og efter Canadas grundlæggelse som forbundsstat i 1867.
Afhandlingens overordnede tese er, at Canadas politiske historie har været præget af en bestræbelse fra politisk side på at skabe og bevare national enhed og få befolkningen til at identificere sig med den canadiske stat. Nationsbygning og bevarelse af national enhed har derfor altid haft høj politisk prioritet, og de fleste af landets politiske ledere har siden 1867 haft disse mål for øje. Det aflæser Böss i politikker, love og institutioner, der har skullet forlige indre modsætninger af etnisk, regional og økonomisk art og styrke den nationale identitet. I disputatsen viser Böss desuden, hvordan en række nationsdannende faktorer og ikke-statslige nationsbygningsprocesser sideløbende har påvirket udviklingen af kollektive politiske og kulturelle identiteter – dels i kraft af intelligentsiaen (journalister, akademikere, filosoffer, kunstnere m.fl.) og dels i kraft af det civile samfund (kirker, skoler, patriotiske foreninger og selskaber, fagforeninger, politiske partier, organisationer, dagblade, tidsskrifter m.m.).

## Bogbidrag og artikler i udvalg
- Nationalhistorie efter modernismen. Folkebegrebet i lyset af Europas store fortællinger". K&K Kultur og Klasse, nr. 17, 2014.
- "Democracy as Dialogue and Partnership: The Democratic Philosophy of Hal Koch in Light of Democratic 'Deficit' and 'Decay'. I Developing Democracies: Democracy, Democratization, and Development. Aarhus: Aarhus Universitetsforlag, 2011.
- "Grundtvigs nationalisme i lyset af nationalismeteori". I Ove Korsgaard og Michael Schelde (red.), Samfundsbyggeren. Artikler om Grundtvigs samfundstænkning. København: Anis, 2013.
- "Skolens værdier historisk belyst". I Birgitte H. Bækgaard, Dorthe S. Kallesøe og Henrik Bækgaard (red), Livsideer. Grundbog til KLM. Aarhus: Systime, 2012. iBog.
- "Pierre Trudeau og den radikale vision om det identitetsløse folk". I Niels Grønkjær og Henrik Brandt-Pedersen (red.), Senil ulydighed. Festskrift til Hans Hauge på 65-årsdagen. København: Anis, 2012.
- "Collapse of the Celtic Tiger”. I Nordic Irish Studies, bd. 10, 2011.
- “Stories of Peoplehood: An Approach to the Study of Identity, Memory, and Historiography”. I Narrating Peoplehood Amidst Diversity. Aarhus: Aarhus Universitetsforlag, 2011.
- ”Irish Neutrality: From Nationalism to Postnationalism”. I Carmen Zamorano and Irene Gilsenan Nordin (red.) Redefinitions of Irish Identity in the Twenty-First Century: A Postnationalist Approach. Peter Lang, 2010.
- “Farvel til New Labour?”. I AngloFiles: Journal of English teaching, nr. 158, 2010.
- "Europas grundfortællinger". I Jens Holger Schjørring og Jens Torkild Bak (red.), Fra modernitet til pluralisme. København: Anis, 2009.
- “De Valera Remembering: A Study in Memory and Self-representation”. I Michael Böss m.fl. (red.) Irish Studies in Europe, bd.1 (2008).
- "Ireland beyond Boundaries". I Australian Journal of Irish Studies, bd. 7, nr. 07/8, 2008.
- ”Dannelse til medborgerskab". Dansk Pædagogisk Tidsskrift, nr. 1 (2008). .
- “Kampen om Irland – IRA og den irske stat. I Terror-ismer”, Den Jyske Historiker, nr. 115 (2007).
- ”Fra irsk nation til irsk stat og national selvbestemmelse - og hvorfor nationalstater kun er halvmoderne”. I Ole Høiris og Thomas Ledet (red.), Modernitetens verden. Aarhus: Aarhus Universitetsforlag, 2009.
- ”Romantikkens nation”. I Ole Høiris og Thomas Ledet (red.) Romantikkens verden. Aarhus: Aarhus Universitetsforlag, 2008.
- ”Den britiske oplysning og det moderne nationsbegreb”. I Høiris og Thomas Ledet (red.) Oplysningens verden. Aarhus: Aarhus Universitetsforlag, 2007.
- ”Irland”. I Ulla Gjedde Palmgren (red.) Håndbog i høflighed. København: Multivers, 2007.
- ”Theories of Memory and History” (2007). I Hedda friberg, Irene Gilsenan Nordin and Lene Yding Pedersen (red.) Recovering Memory: Irish Representations of Past and Present. Cambridge: Cambridge Scholars Publishing, 2007.
- ”Nationalstaterne i det globaliserede Europa”. I Udenrigs, bd. 61 nr. 2 (2006).
- ”Centrum ligger i udkanten”. I Passage, bd. 54 (2005). Århus: Aarhus Universitet.
- “Det vilde liv. Digteren, miljøprofeten og buddhisten Gary Snyder”. I Per Olsen og Christen Kold Thomsen (red.), Frigørelsens hylen. En bog om den amerikanske beatgeneration. Odense: Syddansk Universitetsforlag, 2004.
- “New Approaches to Irish Immigration to Canada”. I Gudsteins, G.B., and J.E. Fossum (red.) Canada and the Nordic Countries in Times of Reorientation. Aarhus: Nordic Association for Canadian Studies, Århus, 2002.
- "Country of Light: The Personal Nation of Patrick Pearse". Irish University Review, bd. 30, nr. 2, 2000.
- "Nation in the Air: John Banville's The Untouchable as a Fable of Displaced Nationhood". I European British and American Studies at the Turn of the Millenium. Ostrava: University of Ostrava, 2000.
- "Root Music: Occult Notions of Identity in W.B. Yeats and Contemporary Social Criticism in Ireland". I Fins de Siècle/New Beginnings. Red. Ib Johansen. Aarhus: AarhusUniversity Press, 2000.
- "Differences Slight but Profound". I Tysdahl, B., Jansson, M., Lothe, J., Klitgård Povlsen, S. (red.) English and Nordic Modernisms. Norwich: Norvik Press, 2002.
- "The Postmodern Nation", Etudes Irlandaises, bd. Printemps 2002 nr. 27.1, 2002.
- “American Links to Legal Reform in Ireland, 1937", i Folkways and Law ways: Law in American Studies. Helle Porsdam (red.). Odense: Odense University Press, 2001.
- "The 'Real' Ireland", Céide Review, bd. 1, nr. 4 (March/April 1998).
- "Den amerikanske udfordring", Kritik, nr. 112, 1994.
- "Historievidenskab og politisk kultur i Irland: Den republikanske arv”. I Den jyske Historiker, 1998.
- "Art into History: Western Landscapes and the Politics of Culture". I American Studies in Scandinavia, bd. 30, nr. 1, 1998.